# Brussels Challenger 1981
Il Brussels Challenger 1981 è stato un torneo di tennis facente parte della categoria ATP Challenger Series nell'ambito dell'ATP Challenger Series 1981. Il torneo si è giocato a Bruxelles in Belgio dal 23 al 29 agosto 1981 su campi in terra rossa.

## Vincitori

### Singolare
Georges Goven ha battuto in finale  Erick Iskersky con il punteggio di 6–7, 7–6, 6–3

### Doppio
Bernard Boileau /  Alain Brichant hanno battuto in finale  Mike Myburg /  Frank Puncec con il punteggio di 7–5, 6–2